# Lukla
Lukla est un village de la région du Khumbu au Népal. C'est un point de passage habituel pour les touristes qui visitent l'Himalaya, et notamment l'Everest, dans le début et la fin de leur voyage. Lukla se situe à 2 864 mètres d'altitude.

## Aéroport
Il dispose d'un altiport (aéroport Tenzing-Hillary) comportant une piste d'environ 500 mètres en pente de 12°. Celle-ci, revêtue en 2001, est d'un accès particulièrement difficile sans aucune aide à l'atterrissage. Le trafic est essentiellement généré par des compagnies locales assurant des navettes avec l'aéroport de Katmandou : vol de 40 min en Twin Otter ou Dornier 228. Sept accidents mortels ont eu lieu depuis l'ouverture de l'aéroport, en 1964.

Lukla
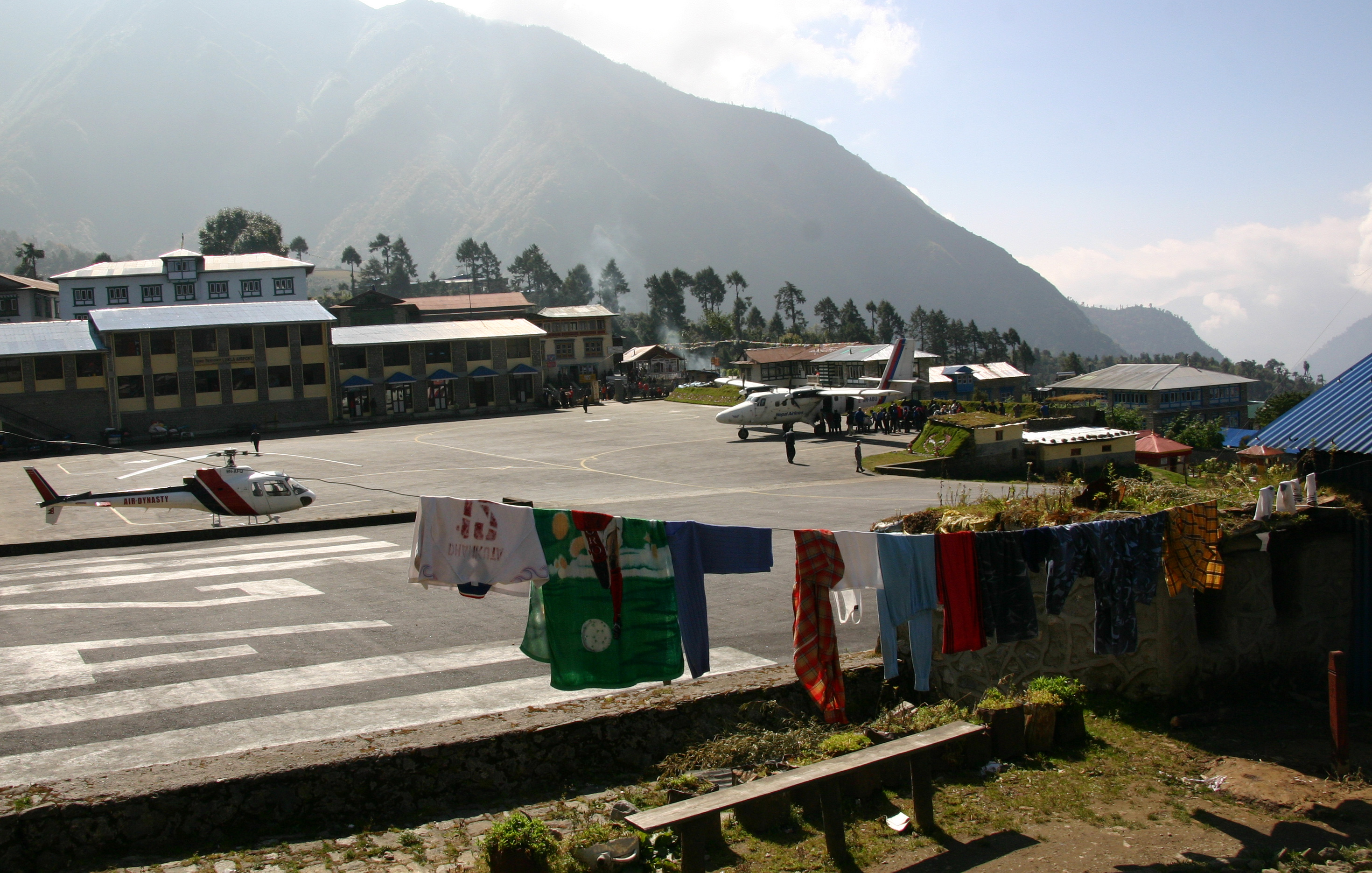
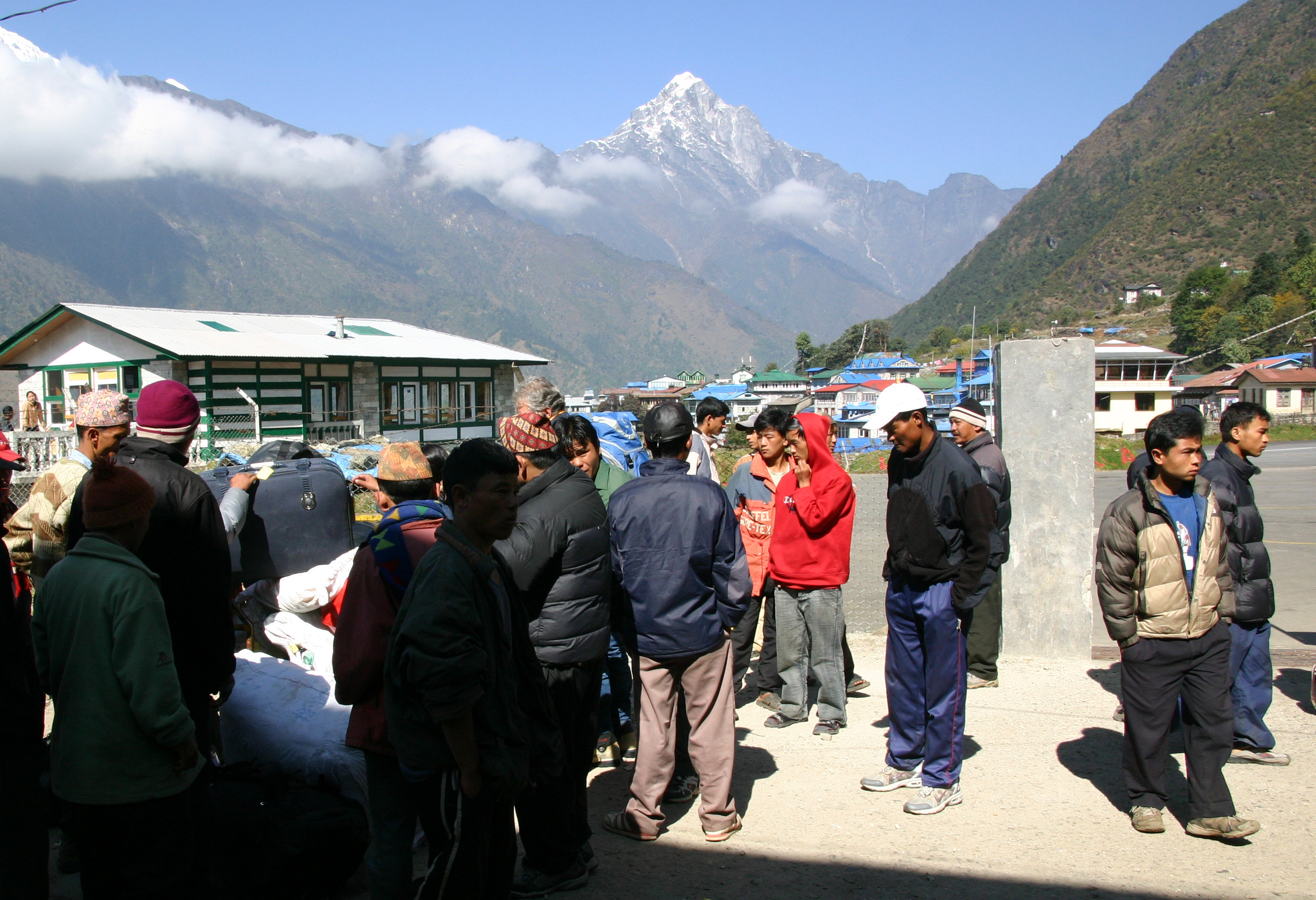
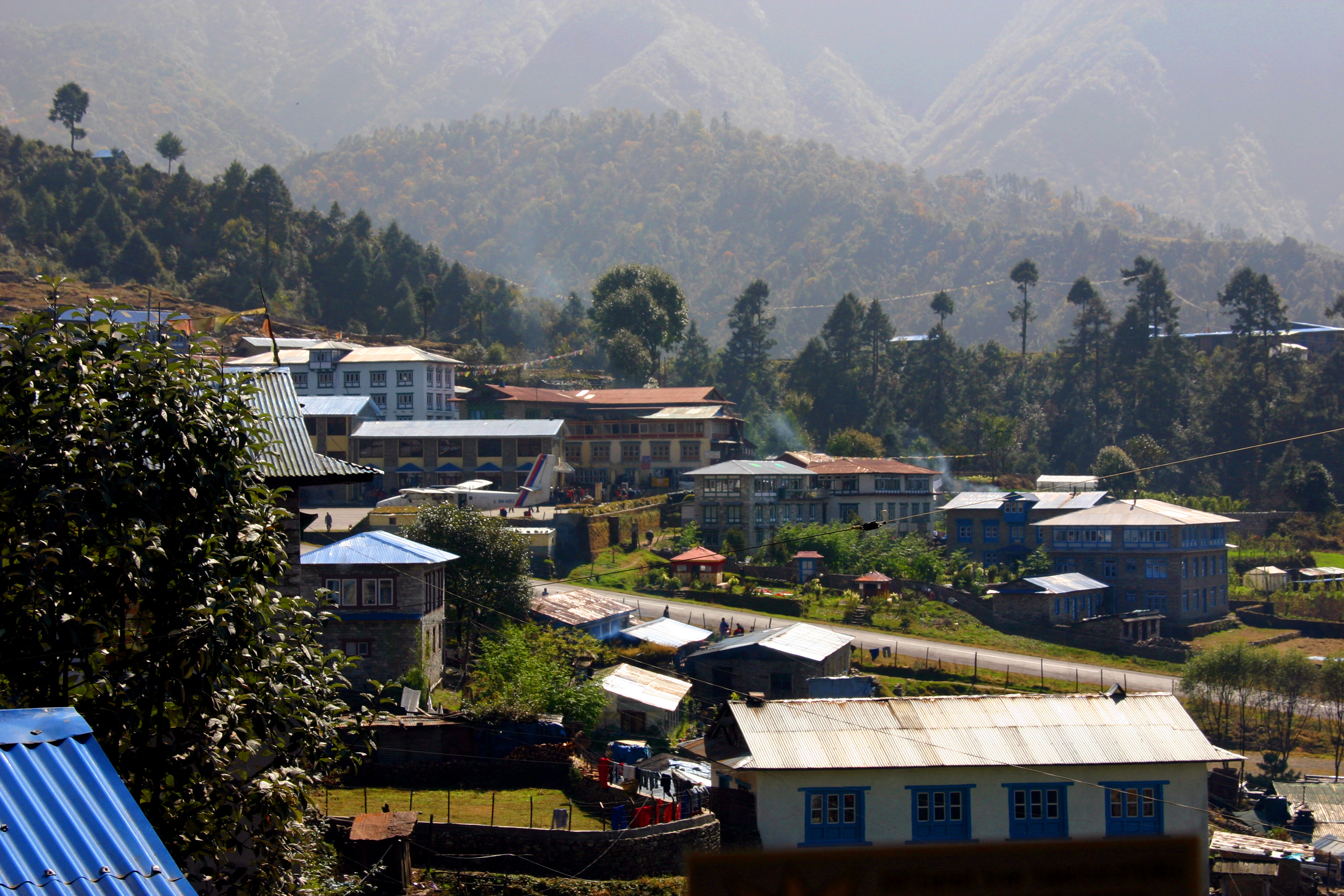
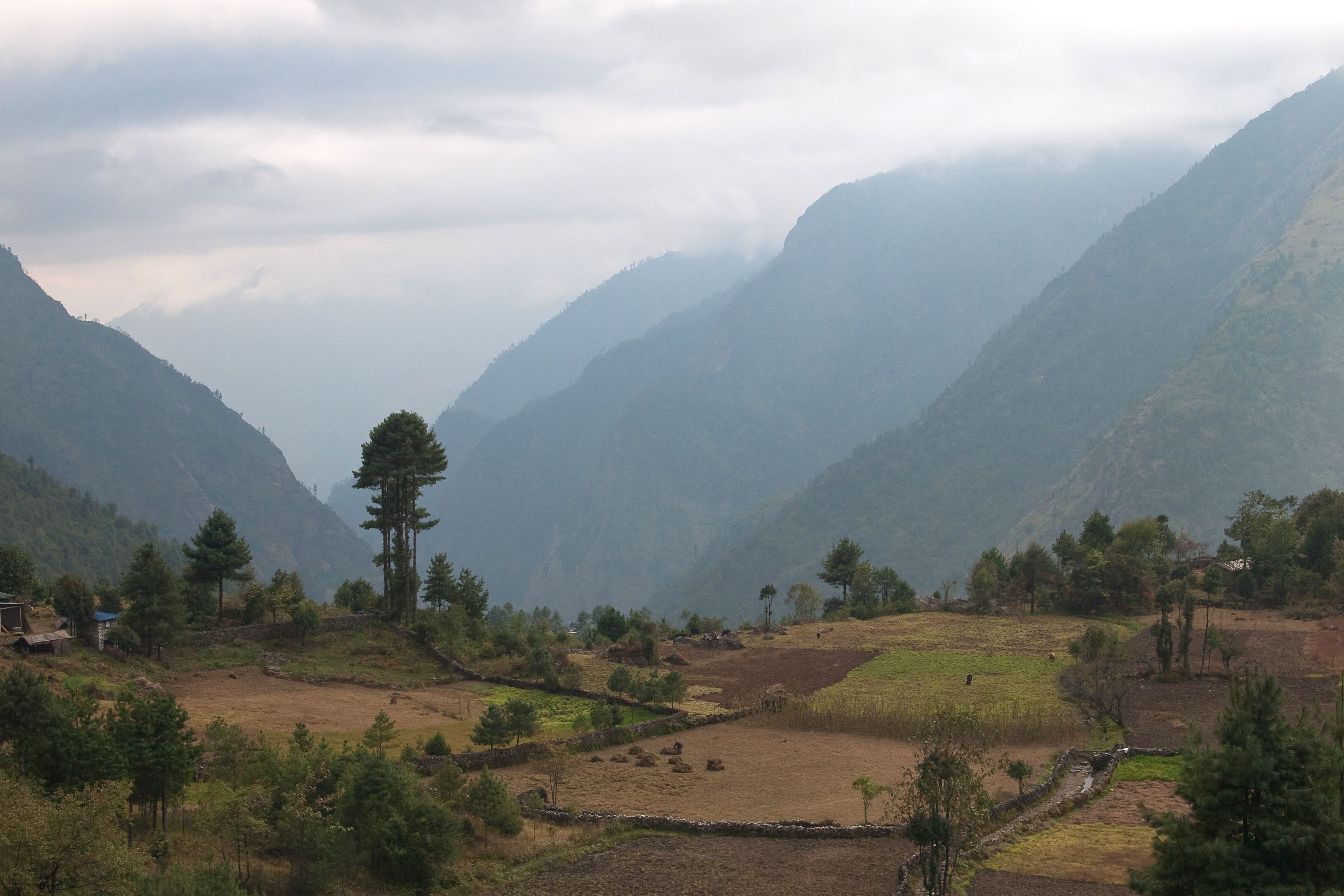
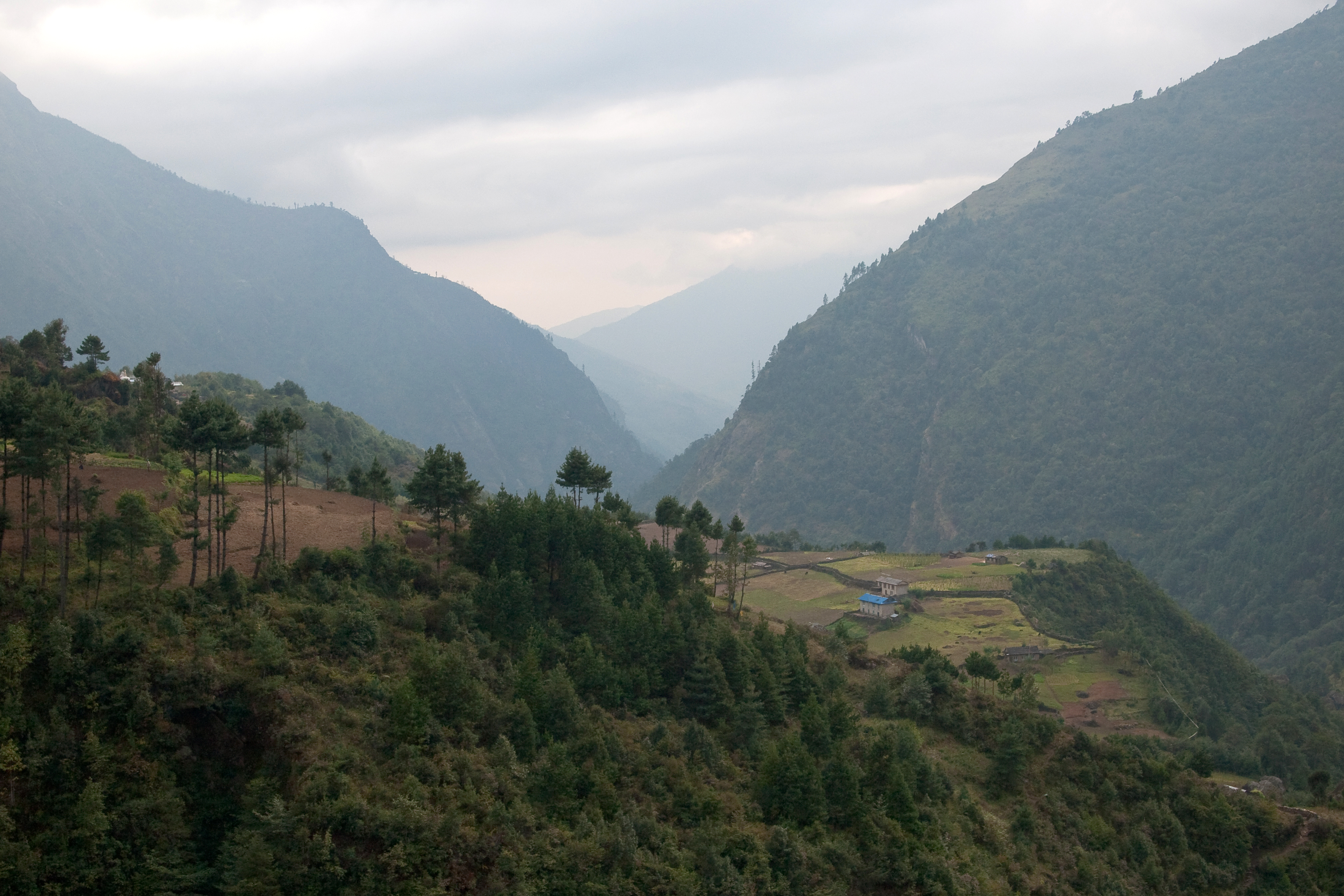

## Climat
En plus d'être difficile d'accès, Lukla est sujette à un climat subalpin influencé par la mousson (Köppen : Dwc) avec des hivers froids, très secs et des étés doux et très humides en raison de la mousson.
Il est ainsi difficile d'y atterrir en toute saison d'autant plus que la localité est souvent dans les nuages ou dans le brouillard.
Lukla est en moyenne également concernée par une amplitude thermique journalière marquée ce qui signifie que la différence de température entre le jour et la nuit est importante : En hiver, les nuits sont glaciales mais le dégel reste fréquent en journée et en été les nuits sont très fraîches tandis que les journées sont douces voire occasionnellement chaudes.
| Mois                                | jan.  | fév.  | mars  | avril | mai  | juin | jui.  | août  | sep. | oct. | nov.  | déc.  | année |
| ----------------------------------- | ----- | ----- | ----- | ----- | ---- | ---- | ----- | ----- | ---- | ---- | ----- | ----- | ----- |
| Température minimale moyenne (°C)   | −18,2 | −16,3 | −12,1 | −7,4  | −3,4 | 1,6  | 3,9   | 3,5   | 0,8  | −6,5 | −12,5 | −16,3 | −6,9  |
| Température moyenne (°C)            | −5,9  | −4,8  | −1,6  | 2,2   | 5,6  | 9,2  | 10,3  | 9,8   | 8    | 3,1  | −1,2  | −3,8  | 2,6   |
| Température maximale moyenne (°C)   | 1     | 1,9   | 4,7   | 8,2   | 11,6 | 14,7 | 14,4  | 13,4  | 12,7 | 8,9  | 5,5   | 3,3   | 8,4   |
| Précipitations (mm)                 | 10,8  | 18    | 21,6  | 28,3  | 34,4 | 96,1 | 153,8 | 144,7 | 80,7 | 37,4 | 6,2   | 13    | 645   |
| Nombre de jours avec précipitations | 2,6   | 2,7   | 3,6   | 5     | 9,5  | 16,1 | 22    | 21,8  | 15   | 4,5  | 1,9   | 1,4   | 106,1 |